# Бараболя Петро Демидович
Петро Демидович Бараболя (1 січня 1919, Побійна — †26 грудня 2007) — радянський фахівець з Міжнародного морського права, генерал-майор юстиції.

## Біографія
Петро Демидович Бараболя народився 1 січня 1919 року в селі Побійна (нині — Уманського району, Черкаської області) в селянській родині.
У 1938 році закінчив навчання в Бердянському учительському інституті. В 1938-1939 роках працював вчителем історії та географії. Призваний до Військово-морського флоту СРСР в 1939 році. 
Учасник Другої світової війни. З перших днів війни брав участь в боях з гітлерівцями на підступах до Ленінграду, а згодом у складі 3 бригади морської піхоти на півночі Ладозького озера. 26 жовтня 1941 року був важко поранений. В 1942-1943 роках — командир кулеметного взводу 610 окремої штрафної роти Волзької військової флотилії, учасник Сталінградської битви.
З 1945 по 1950 — навчався на військово-морському факультеті Військово-юридичної академії.
Учасник ІІ і ІІІ Конференцій ООН з морського права. Автор понад 100 наукових праць з проблем міжнародного морського права. Кандидат юридичних наук, Заслужений юрист РСФСР. Нагороджений 5 орденами і 20 медалями. 
Помер 26 грудня 2007 року.

## Наукова діяльність
Досліджував проблеми Міжнародного морського права. Серед робіт:
- «Міжнародно-правовий режим найважливіших проток і каналів  (1965, Москва, у співавторстві);
- «Проблеми, що виникають перед державами в зв'язку з прийняттям нової Конвенції ООН з морського права» (1984);
- «Про роль радянських юристів у зв'язку з прийняттям Конвенції ООН з морського права » (1983, Москва);
- «До питання про мирний прохід через територіальне море » (1989)[2].

## Нагороди
- 2 Ордени Орден Вітчизняної війни 1-го ступеню (1945 та 1985);
- Червоної Зірки (1954);
- Орден «За службу Батьківщині у Збройних Силах СРСР» 3-го ступеню (1975);
- Орден Дружби (1995);
- Медаль «За бойові заслуги» (1949);
- Заслужений юрист РСФСР (1972)[3].